# Гадкие лебеди (фильм)
«Гадкие лебеди» — совместный российско-французский кинофильм режиссёра Константина Лопушанского, снятый по мотивам одноимённой фантастико-философской повести братьев Стругацких.

## Сюжет
Фильм начинается с того, что писатель Виктор Банев едет в поезде. За окном показан горящий лес, пожарные тушат огонь. Проводник поезда на английском, а затем на польском языке (без субтитров) объясняет, что поезд дальше не идёт. Виктор Банев тоже демонстрирует владение английским и польским языками, затем показано, как он подходит к особняку в сельской местности. Дверь закрыта, но видеокамера следит за Баневым. Через домофон он по-польски просит впустить его, дверь открывается, он входит и на лестнице видит карлика в белом костюме с ружьём. Это доктор Пильман, который заставляет Банева с поднятыми руками объяснить (по-польски) причину визита. Затем герои переходят на русский язык и обсуждают проблему города Ташлинска. Оказывается, Виктор Банев входит в комиссию ООН по Ташлинску, но истинная причина — он хочет пробраться в город, который закрыт для посещений, чтобы увезти оттуда свою дочь.
Затем Банев встречается в аэропорту с бывшей женой и её новым мужем. Та даёт ему ключи от квартиры в Ташлинске, которую просит осмотреть, и объясняет, что желала их дочери добра, когда отдавала ту в дорогой интернат для гениальных детей. И ещё объясняет, что она случайно оказалась вне города, когда произошли таинственные события и город был закрыт военными на карантин.
Банев проходит военный контроль документов со сканированием сетчатки и попадает на корабль, где встречает доктора Голембу и доктора Комова, которые являются членами комиссии ООН. Д-р Големба тоже знает, что Банев едет ради дочери. Идёт дождь. Они плывут мимо затопленных зданий и затем попадают на границу некоего «энергетического барьера», установленного так называемыми «мокрецами». Пейзаж вокруг озарён красным светом, это некое «инфракрасное излучение». С одной стороны проход контролируют военные. Из диалога ясно, что недавно кто-то нарушил барьер. Таинственная фигура в тёмном длинном плаще с капюшоном подходит с другой стороны. Големба советует Баневу быть спокойным, не волноваться и думать о приятном. Они садятся на стулья, таинственная фигура в плаще и маске осматривает их. Затем виден труп, сидящий на одном из стульев. Мокрец удаляется, махнув рукой следовать за ним. Члены комиссии садятся в автобус и едут в город.
В городе Ташлинске пусто, жителей не видно, на улицах валяется мусор, предметы домашнего обихода и мебель из квартир, непрерывно идёт дождь и всё вокруг освещено красным светом. Видны машины милиции. Големба настаивает, чтобы Банева поселили не в гостинице, а в архиве, который оказывается бывшей библиотекой. Банев и Големба обедают, затем участвуют в заседании комиссии, где член комиссии Сумак требует решительных действий в отношении мокрецов и их воспитанников, детей из интерната, являющихся, по его мнению, угрозой для современной цивилизации. Он называет их мутантами, но хочет получить разрешение на лабораторные исследования, потому что они обладают исключительными интеллектуальными способностями.
Банева вызывает на улицу мальчик Боря по прозвищу «Куница» и приглашает прийти в школу-интернат, где учится дочь Банева. Тот соглашается. Затем Банев знакомится с Дианой, помощницей д-ра Голембы. Ему советуют перед встречей прослушать радиостанцию, организованную детьми. Банев идёт в дом своей бывшей жены. На улице мусор, брошенные авто. Его останавливает патруль милиции, но он показывает бирку с фото (говоря «у меня есть ай-ди») и к нему тут же теряют интерес, машина уезжает. Банев заходит в квартиру. Оставляет записку и тут видит свою дочь, появившуюся неизвестно откуда. У них происходит короткий диалог, затем дочь говорит ему «а сейчас иди, ты ведь слышишь мой голос, иди», гипнотизируя Банева. Тот отворачивается и дочь исчезает. Банев под дождём возвращается в библиотеку-архив. В ней он слушает радио, где дети обсуждают философские вопросы бытия и человеческого существования. Банев засыпает.
Банев идет по школьному коридору. Вокруг все дети одеты необычно для школьников — в наглухо застёгнутые чёрные до пола сюртуки. Стены покрыты математическими формулами. В аудитории дети, которые оказались по своему уровню общения и интеллекту значительно превосходящими не только своих сверстников, но и многих взрослых, задают Баневу вопросы о будущем, о смысле жизни, о том, как можно любить людей, которые творят зло. Банев произносит монолог о гуманизме. Дети считают, что мир взрослых мёртв. Банев обвиняет их в жестокости и говорит, что они не первые, кто хочет построить новый мир на костях старого. Заходит мокрец, говорит, что его зовут Зиновий и он очень хотел познакомиться с Баневым. Дети считают, что мир требует кардинальных нравственных перемен. После встречи Банев хочет поговорить с дочерью, но она говорит, что занята, и просит подождать. Банев идет по коридору и видит, как мокрец говорит на непонятном языке, а дети левитируют. Затем Банев убеждает дочь уехать с ним, но она отказывается. Она снова гипнотическим голосом велит своему отцу идти, и он уходит.
В библиотеке Банев ужинает. Приходит Сумак. Он весел, доволен собой, он знает о встрече Банева с детьми и пытается убедить его, что дети находятся под влиянием мокрецов. Он рассказывает, что мокрецы больны генетической болезнью, у них выпадают волосы, твердеет кожа. Он считает, что это уже не люди, и просит Банева не становиться предателем человечества. Уходя, он говорит, что Банева искала Диана.
Банев с Дианой идут в какой-то подвал, где находят умершего мокреца. Убегая от охраны, которая стреляет им вслед, они отвозят его к месту у старого вокзала, которое указала Диана. Там, оказавшись в каком-то здании, Диана открывает запертую железную дверь, из которой идёт яркий белый свет. Банев видит в этом светлом проёме, что с Дианой разговаривают два мокреца, Диана говорит им, что Банев — «друг». Позже она просит забыть Банева о том, что видел, и подождать внизу. Затем Банев с Голембой приходят в полузатопленное кафе, открытое господином Квадригиным. Банев показывает Голембе компакт-диск, где записаны слова его дочери. В библиотеке Банев слушает диск, пытаясь понять философские рассуждения, произносимые голосом его дочери. Затем засыпает и во сне бредит, произнося отрывки стихов из 50-го псалма (на церковнославянском языке). Пробуждается он от сирены — началась эвакуация города.
Банев пытается узнать, что с детьми. Големба и Комов через военных пытаются узнать, где Диана. Выясняется, что Диана и дети остались в школе. Банев берёт автомобиль и едет в школу. Комов говорит, что химическая атака военных, собирающихся ликвидировать климатическую аномалию над городом, уничтожит всё живое. Големба сообщает Баневу по рации, что спастись можно только при полной герметизации убежища. Банев приезжает в школу, там мокрецы и дети. Он убеждает мокрецов не жертвовать детьми. Его слова влияют на мокрецов, детей переводят в убежище. Химическая атака началась. В убежище душно, нет воздуха, но Банев не разрешает включить фильтры. Дочь просит его прочитать стихи. Банев читает стихи Б. Пастернака «Во глубине лесного лога».
Банев идёт по коридору психбольницы. Военные в халатах врачей пропускают его к дочери. Она плохо выглядит, отвечает только по команде санитарок, но вспоминает, как отец читал стихи в подвале. Санитарки подсказывают девочке, о чём говорить, просят вспомнить шоу по телевизору, спеть песенку. Девочка говорит, что их учат, что надо быть как все, любить то, что нравится всем. Санитарки говорят, что она идёт на поправку, выздоравливает. Банев обнаруживает на её руках следы от уколов. В ярости Банев идет к главврачу жаловаться, видит в кабинете детские черепа и человеческие эмбрионы в банках. После невнятного диалога с главврачом он впадает в гнев и стремится пойти в палату, чтобы забрать дочь. Его хватает охрана, но ему всё же удается поговорить с врачом. Тот объясняет, что несмотря на их лечение, дети чахнут, как цветы, которые пересадили в другую почву. Затем ему разрешают пройти в палату к дочери. Там они сидят молча, дочь проводит ладонью по запотевшему стеклу и сквозь поток дождя и муть стекла становятся видны звёзды.

## В ролях
| Актёр             | Роль               |
| ----------------- | ------------------ |
| Григорий Гладий   | Виктор Банев       |
| Леонид Мозговой   | Айзек Големба      |
| Алексей Кортнев   | Павел Сумак        |
| Римма Саркисян    | Ира Банева         |
| Лаура Пицхелаури  | Диана              |
| Сергей Барковский | Геннадий Комов     |
| Дима Исполатов    | Боря Куница        |
| Ольга Самошина    | Людмила            |
| Андрей Шимко      | Игорь, муж Людмилы |
| Алексей Ингелевич | Валентин Пильман   |
| Виктор Михайлов   | мокрец Зиновий     |
| Юрий Орлов        |                    |
| Сергей Русскин    | главврач           |
| Борис Бирман      | врач в больнице    |
| Ирина Основина    | одна из санитарок  |
| Георгий Пономарев | один из школьников |

## Показы
- Российская кинофестивальная премьера фильма состоялась 11 июня 2006 года в конкурсной программе 17 ОРКФ «Кинотавр».
- Фильм вышел в ограниченный прокат 19 октября 2006 года.
- На телевидении РФ фильм был показан в ночь на 5 апреля 2008 года на Первом канале, а также в конце мая — начале июня 2012 года.

## Критика
В фильме используются имена и названия не только из повести «Гадкие лебеди», но и из других произведений Стругацких: Ташлинск («Отягощённые злом, или Сорок лет спустя» и «Дьявол среди людей»), Геннадий Комов («Полдень, XXII век»), Валентин Пильман («Пикник на обочине») и другие. Также в речи персонажей цитируются реальные философские трактаты. Имена героев произведения Стругацких русифицированы: Ирма стала Ирой, Лола — Людой, Бол Кунац — Борей Куницей, Квадрига — Квадригиным. Виктор Банев в фильме читает стихотворение Бориса Пастернака «Во глубине лесного лога». Первое четверостишие этого стихотворения было использовано Стругацкими в качестве эпиграфа к повести «Улитка на склоне».
Как отмечал А. А. Огнев (Академия медиаиндустрии), фильм оказался во многом повторением «Писем мёртвого человека» того же режиссёра и автора сценария. Структура сюжета и расстановка акцентов была сильно изменена, кинокритик Валерий Паршин даже утверждал, что «в самом начале фильма возникает смутное подозрение, что это экранизация не „Гадких лебедей“, а… „Пикника на обочине“». О вторичности фильма и его зависимости от киноязыка Тарковского писал критик Роман Корнеев, утверждая, что главные недостатки фильма проистекают из творчества Тарковского: «Обрывающийся в никуда сценарий — он оттуда, из „Сталкера“, оттуда же и навязчивое впечатление постфактум: фильм явно должен быть хотя бы на полчаса длиннее, чтобы дать развиться затянутым планам, насытить действие тишиной, дать зрителю перестроиться с одного настроения на другое». 
Литературный критик Александр Ройфе подчёркивал, что безупречных экранизаций вообще не бывает из-за принципиальных отличий литературного и киноязыков. Экранизация повести «Гадкие лебеди» при этом является «соблазнительной», ибо «стилистика эпохи почти полностью совпала с плодом писательской фантазии». Однако сценарист и режиссёр не искали лёгких путей, поэтому Вячеслав Рыбаков попытался поставить под сомнение «прогрессивность» мокрецов и отыскать способ преодолеть трагический разлад поколений. В рамках фильма это привело ещё и к диспуту режиссёра и сценариста, который ярче всего, согласно А. Ройфе, проявился в финальной сцене: «Но дочь писателя устремилась к пыльному окну рисовать на нём звёздное небо — и мы понимаем, что …до отца ей по-прежнему дела нет, а значит, всё так же безысходно, как и раньше». Основополагающая идея не искажалась ни Лопушанским, ни Рыбаковым: «„будущее создается тобой, но не для тебя“ и к тому же наступает совершенно неожиданно».

…Банев (а вместе с ним и авторы) отлично видит трагизм этой ситуации, сознаёт, что человек, изменивший свою жизнь столь радикально, уже не вполне является человеком, — видит и сознаёт, но встать на пути «прогресса» не осмеливается! Стругацкие намеренно осложняют ему выбор, ведь их мокрецы неагрессивны, постоянно декларируют желание строить новое, не разрушая старого. В фильме всё проще: мокрецы с самого начала предстают в виде опасной секты, «обрабатывающей» школьников… <…> Это сразу настраивает зрителя на определённый лад: ОНИ ничуть не лучше нас, хотя куда больше знают и умеют. Не лучше — потому что не добрее…
В финале фильма мокрецы решают не просто погибнуть (армия собирается применить против них химическое оружие), но погибнуть вместе со своими воспитанниками. При этом режиссёру «относительно счастливый финал был не нужен — он предпочел ему несколько банальных инвектив в адрес сильных мира сего». Происходит это потому, что К. Лопушанский выстраивал эффектный кинематографический ряд, из-за чего явно проседают сценарные нюансы и появляются «нестреляющие ружья», наподобие визита главного героя к профессору Пильману из «Пикника на обочине», представленного в образе таинственного карлика. «С другой стороны, некоторые кадры действительно очень красивы», а работа оператора, художников, актёров, включая исполнителя главной роли, признаётся убедительной и профессиональной.